# Bulbostylis nesiotica
Bulbostylis nesiotica là một loài thực vật có hoa trong họ Cói. Loài này được (I.M.Johnst.) Fernald mô tả khoa học đầu tiên năm 1938.